# Nyetnops guarani
Nyetnops guarani is een spinnensoort in de taxonomische indeling van de Caponiidae.
Het dier behoort tot het geslacht Nyetnops. De wetenschappelijke naam van de soort werd voor het eerst geldig gepubliceerd in 2007 door Norman I. Platnick & S. Q. Lise.